# Верхний Калгукан
Ве́рхний Калгука́н — село в Калганском районе Забайкальского края, России.
Расположено в юго-восточной части района, в 38 км от районного центра, села Калга, и в 640 км от краевого центра, города Чита. Ближайшая железнодорожная станция находится на расстоянии 85 км, в поселке Приаргунск.

## Население
| 1989 | 2002 | 2010 | 2011 | 2012 | 2013 | 2014 |
| ---- | ---- | ---- | ---- | ---- | ---- | ---- |
| 393  | ↗399 | ↘325 | ↗347 | ↘314 | ↘311 | ↘306 |
| 2015 | 2016 | 2017 | 2018 | 2019 | 2020 | 2021 |
| ↗307 | ↗315 | ↘300 | ↗307 | ↗314 | ↘301 | ↘231 |